# تيكس هويل
تيكس هويل (بالإنجليزية: Tex Hoyle)‏ هو لاعب كرة قاعدة أمريكي، ولد في 17 يوليو 1921 في كربونديل في الولايات المتحدة، وتوفي بنفس المكان في 4 يوليو 1994.

## وصلات خارجية
- تيكس هويل على موقعبيزبول رفرنس.كوم (الدوري الرئيسي) (الإنجليزية)
- تيكس هويل على موقعبيزبول رفرنس.كوم (الدوري الثانوي) (الإنجليزية)